# Unione Sportiva Sassuolo Calcio 2013-2014
Questa voce raccoglie le informazioni riguardanti la Unione Sportiva Sassuolo Calcio nelle competizioni ufficiali della stagione 2013-2014.

## Stagione
Dopo aver disputato le partite di Serie B allo stadio Braglia di Modena, la squadra neopromossa si sposta allo stadio di Reggio Emilia, pagando l'affitto alla Reggiana, allora proprietaria dell'impianto. Consumato l'esordio in Serie A il 25 agosto 2013 perdendo sul campo del Torino, il successivo 22 settembre i neroverdi incassarono dall'Inter un cappotto  (0-7) che ne costituisce il peggior passivo di sempre nella massima categoria: mossa la propria classifica dopo i pareggi con Napoli e Lazio, il Sassuolo centrò la prima vittoria imponendosi contro il Bologna nel derby emiliano. Degni di nota risultarono quindi il blitz colto a Genova — per effetto del quale la Sampdoria fu raggiunta al terzultimo posto — e il pareggio esterno con la Roma, sino a quel momento capace di mantenere la porta inviolata negli impegni casalinghi.
Postasi a breve distanza dal terzetto di coda, la squadra archiviò la fase d'andata del campionato con un successo per 4-3 a danno del Milan. Sprofondata in ultima posizione al culmine della negativa parentesi con Malesani, la società richiamò Di Francesco alle porte della primavera: violato il terreno di un'Atalanta reduce da 6 affermazioni consecutive, il tecnico fautore della promozione completò la rincorsa alla salvezza.
Scongiurata in senso aritmetico la retrocessione con una domenica d'anticipo, la matricola emiliana giunse al quartultimo posto con 34 punti segnalando l'impianto di gioco maggiormente espugnato dalle rivali — con 12 sconfitte davanti al pubblico amico — e la peggior difesa in ambito casalingo (39 reti incassate).

## Divise e sponsor
Lo sponsor tecnico per la stagione 2013-2014 è Sportika, mentre lo sponsor ufficiale è Mapei.
| 1ª divisa | 2ª divisa | 3ª divisa |

## Organigramma societario
Area direttiva
- Presidente: Carlo Rossi
- Vicepresidente: Sergio Sassi

Area organizzativa
- Segretario Generale: Nereo Bonato
- Team Manager: Massimiliano Fusani
- Segreteria Generale: Andrea Fabris
- Segreteria Amministrativa: Rossana Nadini
- Area Marketing, Comunicazioni e Sponsorizzazioni: Giovanni Carnevali

Area comunicazione
- Responsabile Comunicazione/Stampa: Massimo Paroli, Massimo Pecchini
- Web e Social Network: Chiara Bellori
- Delegato ai tifosi: Remo Morini

Area tecnica
- Direttore Sportivo: Giovanni Rossi
- Allenatore: Eusebio Di Francesco, poi Alberto Malesani[18]
- Allenatore in seconda: Danilo Pierini, poi Ezio Sella[18]
- Collaboratori tecnici: Francesco Tomei, Rino Gandini[18]
- Preparatore dei portieri: Fabrizio Lorieri
- Preparatori atletici: Luca Morellini, Franco Giammartino, Nicandro Vizoco, Paolo Aiello[18], Antonio Raione[18]
- Elaborazione dati atletici: Marco Riggio
- Supporto scientifico e coordinamento preparazione atletica: Ermanno Rampinini, Centro Ricerche Mapei Sport

Area sanitaria
- Coordinatore staff sanitario: Dott. Claudio Pecci
- Medico sociale: Dott. Donato Rutigliano
- Medico sportivo: Dott. Paolo Minafra
- Fisioterapisti: Nicola Daprile, Davide Valle, Andrea Acciarri
- Valutazioni funzionali: Centro Ricerche Mapei Sport

## Rosa
La rosa e la numerazione sono aggiornate al 31 gennaio 2014.
allenatore mister Matteo
| N. |                       | Ruolo | Calciatore                      |
| -- | --------------------- | ----- | ------------------------------- |
| 1  | Italia (bandiera)     | P     | Alberto Pomini                  |
| 2  | Italia (bandiera)     | D     | Raffaele Pucino                 |
| 3  | Italia (bandiera)     | D     | Alessandro Longhi               |
| 4  | Italia (bandiera)     | C     | Francesco Magnanelli (capitano) |
| 5  | Italia (bandiera)     | D     | Luca Antei                      |
| 6  | Italia (bandiera)     | D     | Lorenzo Ariaudo                 |
| 7  | Italia (bandiera)     | C     | Simone Missiroli                |
| 8  | Italia (bandiera)     | A     | Leonardo Pavoletti              |
| 8  | Italia (bandiera)     | C     | Luca Marrone                    |
| 9  | Italia (bandiera)     | A     | Sergio Floccari                 |
| 10 | Italia (bandiera)     | A     | Simone Zaza                     |
| 11 | Romania (bandiera)    | A     | Marius Alexe                    |
| 13 | Portogallo (bandiera) | A     | Aladje                          |
| 14 | Italia (bandiera)     | A     | Gaetano Masucci                 |
| 15 | Italia (bandiera)     | D     | Francesco Acerbi                |
| 16 | Australia (bandiera)  | C     | Carl Valeri                     |
| 16 | Italia (bandiera)     | C     | Davide Biondini                 |
| 17 | Italia (bandiera)     | A     | Nicola Sansone                  |
| 19 | Colombia (bandiera)   | C     | Alexis Zapata                   |
| 20 | Italia (bandiera)     | D     | Paolo Bianco                    |
| 21 | Italia (bandiera)     | C     | Karim Laribi                    |

| N. |                       | Ruolo | Calciatore           |
| -- | --------------------- | ----- | -------------------- |
| 21 | Italia (bandiera)     | D     | Thomas Manfredini    |
| 22 | Italia (bandiera)     | P     | Antonio Rosati       |
| 22 | Italia (bandiera)     | C     | Matteo Brighi        |
| 23 | Italia (bandiera)     | D     | Marcello Gazzola     |
| 24 | Italia (bandiera)     | D     | Lino Marzorati       |
| 25 | Italia (bandiera)     | A     | Domenico Berardi     |
| 26 | Italia (bandiera)     | D     | Emanuele Terranova   |
| 27 | Slovenia (bandiera)   | C     | Jasmin Kurtić        |
| 28 | Italia (bandiera)     | D     | Paolo Cannavaro      |
| 33 | Portogallo (bandiera) | D     | Pedro Mendes         |
| 35 | Svizzera (bandiera)   | D     | Jonathan Rossini     |
| 37 | Italia (bandiera)     | C     | Ezequiel Schelotto   |
| 45 | Ghana (bandiera)      | C     | Raman Chibsah        |
| 70 | Brasile (bandiera)    | A     | Diego Farias         |
| 79 | Italia (bandiera)     | P     | Gianluca Pegolo      |
| 83 | Italia (bandiera)     | A     | Antonio Floro Flores |
| 86 | Svizzera (bandiera)   | D     | Reto Ziegler         |
| 87 | Italia (bandiera)     | D     | Aleandro Rosi        |
| 95 | Italia (bandiera)     | A     | Ettore Gliozzi       |
| 96 | Paraguay (bandiera)   | A     | Antonio Sanabria     |
| 99 | Italia (bandiera)     | P     | Ciro Polito          |

## Calciomercato
Il primo acquisto, per questa prima stagione in Serie A, è il difensore svizzero Jonathan Rossini, acquistato dalla Sampdoria con la formula della compartecipazione. Viene acquistato sempre in compartecipazione anche Francesco Acerbi dal Genoa, durante le visite mediche lo staff del Sassuolo gli diagnostica un tumore al testicolo. Il giocatore è operato d'urgenza all'ospedale San Raffaele di Milano e dimesso regolarmente il giorno successivo. In attacco arriva, in comproprietà dalla Juventus, il giovane attaccante classe '91 Simone Zaza. Per il ruolo di portiere viene preso in prestito Antonio Rosati dal Napoli. In attacco arriva anche il romeno Marius Alexe dalla Dinamo Bucarest in prestito con diritto di riscatto. Dal Palermo viene prelevato in comproprietà il centrocampista sloveno Jasmin Kurtić. Il 13 agosto viene acquistato in prestito dal ChievoVerona l'attaccante brasiliano classe '90 Diego Farias. Il 20 agosto viene prelevato dalla Juventus, in prestito, il terzino svizzero Reto Ziegler. Il 29 agosto, il Sassuolo comunica, sul proprio sito ufficiale, di aver acquisito, in prestito con diritto di riscatto della compartecipazione, dall'Inter, il centrocampista Ezequiel Schelotto. Durante l'ultimo giorno di mercato vengono acquistati Luca Marrone, Gianluca Pegolo, Raffaele Pucino e Antonio Floro Flores.
Per quanto concerne le cessioni invece, viene ceduto in comproprietà il giovane attaccante Guido Gomez alla Pro Vercelli. Scade anche il prestito di Richmond Boakye che torna alla Juventus, nelle ultime due stagioni l'attaccante ghanese era sceso in campo 65 volte con la maglia neroverde segnando 23 gol. Viene ceduto a titolo definitivo anche Gennaro Troianiello al Palermo. Durante l'ultimo giorno di mercato vengono ceduti Leonardo Pavoletti, Tommaso Bianchi e Lorenzo Laverone.
La sessione invernale di calciomercato si apre con l'acquisto dal Cagliari di Lorenzo Ariaudo. L'8 gennaio, Karim Laribi viene ceduto in prestito, con diritto di riscatto della compartecipazione e controriscatto, al Latina. Il 15 gennaio, arriva un altro rinforzo in difesa, viene infatti acquistato dal Genoa Thomas Manfredini, mentre lo stesso giorno Aladje Gomes viene ceduto in prestito al Delta Porto Tolle. Il 16 gennaio il Sassuolo decide di concludere anzitempo il prestito del portiere Antonio Rosati. Il 21 gennaio va in scena un maxi scambio con il Parma che coinvolge ben 5 giocatori; vengono ceduti al Parma, in prestito, il difensore svizzero Jonathan Rossini e il centrocampista italiano, con origini argentine, Ezequiel Schelotto, mentre vengono prelevati, dal club parmense, il difensore portoghese Pedro Mendes e l'attaccante italiano Nicola Sansone acquisiti a titolo di compartecipazione, e anche in prestito il difensore italiano Aleandro Rosi. Il 22 gennaio viene ceduto alla Ternana, a titolo definitivo, il centrocampista australiano Carl Valeri. Il giorno dopo viene preso in prestito dal Genoa, con diritto di riscatto, il centrocampista italiano Davide Biondini. Il 28 gennaio viene ceduto al Modena il difensore Lino Marzorati. Il giorno seguente approda in neroverde l'attaccante paraguaiano Antonio Sanabria proveniente dal Barcellona B. Il penultimo giorno di mercato vengono ingaggiati il centrocampista Matteo Brighi dal Torino, dove si trasferisce in prestito come contropartita il pari ruolo Jasmin Kurtić, e l'attaccante Sergio Floccari dalla Lazio. L'ultimo giorno di mercato vengono acquistati, il centrocampista colombiano Alexis Zapata, in prestito, dal Granada, il portiere italiano Ciro Polito dall'Atalanta e il difensore, nonché ex capitano, del Napoli Paolo Cannavaro.

### Sessione estiva(dal 1/7 al 2/9)
| Acquisti | Acquisti             | Acquisti        | Acquisti                         |
| R.       | Nome                 | da              | Modalità                         |
| -------- | -------------------- | --------------- | -------------------------------- |
| P        | Gianluca Pegolo      | Siena           | definitivo                       |
| P        | Antonio Rosati       | Napoli          | prestito                         |
| D        | Francesco Acerbi     | Genoa           | compartecipazione                |
| D        | Pellegrino Albanese  | Arzanese        | fine prestito                    |
| D        | Luca Antei           | Roma            | rinnovo compartecipazione        |
| D        | Luca Benedetti       | Santarcangelo   | fine prestito                    |
| D        | Raffaele D'Orsi      | Pavia           | definitivo                       |
| D        | Simone Finizza       | Fondi           | fine prestito                    |
| D        | Alessandro Longhi    | Chievo          | rinnovo compartecipazione        |
| D        | Raffaele Pucino      | Chievo          | compartecipazione                |
| D        | Jonathan Rossini     | Sampdoria       | compartecipazione                |
| D        | Reto Ziegler         | Juventus        | prestito                         |
| C        | Lorenzo Benucci      | Juventus        | prestito                         |
| C        | Eros Castelletto     | Juventus        | prestito                         |
| C        | Raman Chibsah        | Parma           | compartecipazione                |
| C        | Jasmin Kurtić        | Palermo         | compartecipazione                |
| C        | Luca Marrone         | Juventus        | compartecipazione                |
| C        | Ezequiel Schelotto   | Inter           | prestito                         |
| C        | Giovanni Tortora     | Parma           | prestito                         |
| A        | Aladje               | Aprilia         | risoluzione compartecipazione    |
| A        | Marius Alexe         | Dinamo Bucarest | prestito con diritto di riscatto |
| A        | Riccardo Barbuti     | Barletta        | risoluzione compartecipazione    |
| A        | Diego Falcinelli     | Virtus Lanciano | fine prestito                    |
| A        | Diego Farias         | Chievo          | prestito                         |
| A        | Antonio Floro Flores | Genoa           | prestito                         |
| A        | Simone Zaza          | Juventus        | compartecipazione                |

| Cessioni | Cessioni            | Cessioni       | Cessioni          |
| R.       | Nome                | a              | Modalità          |
| -------- | ------------------- | -------------- | ----------------- |
| P        | Mirko Pigliacelli   | Parma          | fine prestito     |
| D        | Raffaele D'Orsi     | Giacomense     | definitivo        |
| D        | Lorenzo Laverone    | Varese         | definitivo        |
| C        | Tommaso Bianchi     | Modena         | prestito          |
| C        | Davide Luppi        |                | svincolato        |
| C        | Michele Troiano     | Virtus Entella | svincolato        |
| C        | Gennaro Troianiello | Palermo        | definitivo        |
| A        | Richmond Boakye     | Juventus       | fine prestito     |
| A        | Andrea Catellani    | Catania        | fine prestito     |
| A        | Diego Falcinelli    | Lanciano       | prestito          |
| A        | Guido Gomez         | Pro Vercelli   | compartecipazione |
| A        | Leonardo Pavoletti  | Varese         | prestito          |
| A        | Gianluca Sansone    | Sampdoria      | compartecipazione |

### Sessione invernale(dal 03/01 al 31/01)
| Acquisti | Acquisti            | Acquisti   | Acquisti          |
| R.       | Nome                | da         | Modalità          |
| -------- | ------------------- | ---------- | ----------------- |
| P        | Ciro Polito         | Atalanta   | definitivo        |
| D        | Lorenzo Ariaudo     | Cagliari   | definitivo        |
| D        | Paolo Cannavaro     | Napoli     | prestito          |
| D        | Thomas Manfredini   | Genoa      | definitivo        |
| D        | Pedro Filipe Mendes | Parma      | compartecipazione |
| D        | Aleandro Rosi       | Parma      | prestito          |
| C        | Davide Biondini     | Genoa      | prestito          |
| C        | Matteo Brighi       | Torino     | definitivo        |
| C        | Alexis Zapata       | Granada    | prestito          |
| A        | Sergio Floccari     | Lazio      | definitivo        |
| A        | Antonio Sanabria    | Barcellona | definitivo        |
| A        | Nicola Sansone      | Parma      | compartecipazione |

| Cessioni | Cessioni           | Cessioni          | Cessioni             |
| R.       | Nome               | a                 | Modalità             |
| -------- | ------------------ | ----------------- | -------------------- |
| P        | Antonio Rosati     | Napoli            | risoluzione prestito |
| D        | Jonathan Rossini   | Parma             | prestito             |
| D        | Lino Marzorati     | Modena            | definitivo           |
| C        | Karim Laribi       | Latina            | prestito             |
| C        | Ezequiel Schelotto | Inter             | risoluzione prestito |
| C        | Carl Valeri        | Ternana           | definitivo           |
| C        | Jasmin Kurtić      | Torino            | prestito             |
| A        | Aladje             | Delta Porto Tolle | prestito             |

## Risultati

### Serie A

#### Girone di andata
| Arbitro: | Orsato (Schio) |

|                      |           |  |
| Brighi 40’ Cerci 63’ | Marcatori |  |

| Arbitro: | Mazzoleni (Bergamo) |

|          |           |                                                                 |
| Zaza 66’ | Marcatori | 43’ L. Greco 69’ (aut.) Rosati 74’ Paulinho 85’ (rig.) Emeghara |

| Arbitro: | Irrati (Pistoia) |

|                           |           |  |
| Martinho 12’ Rômulo 90+3’ | Marcatori |  |

| Arbitro: | Russo (Nola) |

|  |           |                                                                                   |
|  | Marcatori | 7’ Palacio 23’ Taïder 33’ (aut.) Pucino 53’ Álvarez 63’, 83’ Milito 74’ Cambiasso |

| Arbitro: | Doveri (Roma) |

|              |           |          |
| Džemaili 15’ | Marcatori | 20’ Zaza |

| Arbitro: | Banti (Livorno) |

|                                |           |                       |
| Schelotto 55’ Floro Flores 76’ | Marcatori | 50’ Dias 54’ Candreva |

| Arbitro: | De Marco (Chiavari) |

|                                    |           |                      |
| Palladino 32’ Rosi 70’ Cassano 76’ | Marcatori | 45+6’ (rig.) Berardi |

| Arbitro: | Damato (Barletta) |

|                                     |           |                     |
| Berardi 12’ (rig.) Floro Flores 17’ | Marcatori | 34’ (rig.) Diamanti |

| Catania 27 ottobre 2013, ore 15:00 CEST 9ª giornata | Catania                      | 0 – 0 referto | Sassuolo | Stadio Angelo Massimino (12 621 spett.)\| Arbitro: \| Tommasi (Bassano del Grappa) \| |
| Arbitro:                                            | Tommasi (Bassano del Grappa) |               |          |                                                                                       |

| Arbitro: | Pinzani (Empoli) |

|          |           |                                 |
| Zaza 25’ | Marcatori | 18’ (rig.) Di Natale 56’ Muriel |

| Arbitro: | Tagliavento (Terni) |

|                                     |           |                                                      |
| Pozzi 19’ Éder 65’ De Silvestri 81’ | Marcatori | 49’, 52’ (rig.), 88’ (rig.) Berardi 63’ Floro Flores |

| Arbitro: | Giacomelli (Trieste) |

|                   |           |               |
| Longhi 19’ (aut.) | Marcatori | 90+4’ Berardi |

| Arbitro: | Valeri (Roma) |

|                      |           |  |
| Zaza 63’ Berardi 67’ | Marcatori |  |

| Arbitro: | Fabbri (Ravenna) |

|                  |           |                        |
| Nenê 73’ Sau 87’ | Marcatori | 14’ Marzorati 19’ Zaza |

| Arbitro: | Massa (Imperia) |

|  |           |             |
|  | Marcatori | 55’ Théréau |

| Arbitro: | Bergonzi (Genova) |

|                                |           |  |
| Tévez 15’, 45’, 68’ Peluso 28’ | Marcatori |  |

| Arbitro: | Guida (Torre Annunziata) |

|  |           |              |
|  | Marcatori | 82’ G. Rossi |

| Arbitro: | Rocchi (Firenze) |

|                                     |           |  |
| Gilardino 28’ (rig.) Bertolacci 45’ | Marcatori |  |

| Arbitro: | De Marco (Chiavari) |

|                            |           |                                        |
| Berardi 15’, 28’, 41’, 47’ | Marcatori | 9’ Robinho 13’ Balotelli 86’ Montolivo |

#### Girone di ritorno
| Arbitro: | Giacomelli (Trieste) |

|  |           |                         |
|  | Marcatori | 25’ Immobile 48’ Brighi |

| Arbitro: | Celi (Bari) |

|                                      |           |                    |
| L. Greco 4’ Paulinho 11’ Benassi 26’ | Marcatori | 28’ (rig.) Berardi |

| Arbitro: | Gervasoni (Mantova) |

|                    |           |                                |
| Floro Flores 90+2’ | Marcatori | 50’ (aut.) Manfredini 86’ Toni |

| Arbitro: | Peruzzo (Schio) |

|            |           |  |
| Samuel 48’ | Marcatori |  |

| Arbitro: | Calvarese (Teramo) |

|  |           |                          |
|  | Marcatori | 37’ Džemaili 55’ Insigne |

| Arbitro: | Giacomelli (Trieste) |

|                                         |           |                               |
| Radu 36’ Klose 73’ Cannavaro 83’ (aut.) | Marcatori | 72’ Floccari 79’ Floro Flores |

| Arbitro: | Tagliavento (Terni) |

|  |           |           |
|  | Marcatori | 1’ Parolo |

| Bologna 9 marzo 2014, ore 15:00 CET 27ª giornata | Bologna                  | 0 – 0 referto | Sassuolo | Stadio Renato Dall'Ara (21 694 spett.)\| Arbitro: \| Guida (Torre Annunziata) \| |
| Arbitro:                                         | Guida (Torre Annunziata) |               |          |                                                                                  |

| Arbitro: | Valeri (Roma) |

|                                       |           |               |
| Zaza 56’ Missiroli 61’ N. Sansone 89’ | Marcatori | 30’ Bergessio |

| Arbitro: | Peruzzo (Schio) |

|               |           |  |
| Di Natale 26’ | Marcatori |  |

| Arbitro: | Irrati (Pistoia) |

|            |           |                         |
| Longhi 16’ | Marcatori | 1’ G. Sansone 66’ Okaka |

| Arbitro: | Rizzoli (Bologna) |

|  |           |                         |
|  | Marcatori | 16’ Destro 90+6’ Bastos |

| Arbitro: | Orsato (Schio) |

|  |           |                     |
|  | Marcatori | 33’, 71’ N. Sansone |

| Arbitro: | Russo (Nola) |

|          |           |                    |
| Zaza 36’ | Marcatori | 47’ (rig.) Ibraimi |

| Arbitro: | Bergonzi (Genova) |

|  |           |             |
|  | Marcatori | 40’ Berardi |

| Arbitro: | Damato (Barletta) |

|         |           |                                      |
| Zaza 9’ | Marcatori | 34’ Tévez 58’ Marchisio 76’ Llorente |

| Arbitro: | Tagliavento (Terni) |

|                                             |           |                                            |
| Rodríguez 57’ (rig.) Rossi 72’ Cuadrado 75’ | Marcatori | 23’ (rig.), 33’, 42’ Berardi 64’ N.Sansone |

| Arbitro: | Gervasoni (Mantova) |

|                                                  |           |                          |
| Floro Flores 16’, 89’ Biondini 66’ N.Sansone 86’ | Marcatori | 40’ Calaiò 76’ Gilardino |

| Arbitro: | Valeri (Roma) |

|                        |           |                 |
| Muntari 2’ de Jong 27’ | Marcatori | 90’ (rig.) Zaza |

### Coppa Italia

#### Turni preliminari
| Arbitro: | Peruzzo (Schio) |

|          |           |                                      |
| Comi 53’ | Marcatori | 3’ Laribi 109’ Pavoletti 115’ Farias |

| Arbitro: | Baracani (Firenze) |

|                      |           |  |
| Koné 54’ De Luca 72’ | Marcatori |  |

## Statistiche
Statistiche aggiornate al 18 maggio 2014.

### Statistiche di squadra
| Competizione | Punti | In casa | In casa | In casa | In casa | In casa | In casa | In trasferta | In trasferta | In trasferta | In trasferta | In trasferta | In trasferta | Totale | Totale | Totale | Totale | Totale | Totale | DR  |
| Competizione | Punti | G       | V       | N       | P       | Gf      | Gs      | G            | V            | N            | P            | Gf           | Gs           | G      | V      | N      | P      | Gf     | Gs     | DR  |
| ------------ | ----- | ------- | ------- | ------- | ------- | ------- | ------- | ------------ | ------------ | ------------ | ------------ | ------------ | ------------ | ------ | ------ | ------ | ------ | ------ | ------ | --- |
| Serie A      | 34    | 19      | 5       | 2       | 12      | 23      | 39      | 19           | 4            | 5            | 10           | 20           | 33           | 38     | 9      | 7      | 22     | 43     | 72     | −29 |
| Coppa Italia | -     | 0       | 0       | 0       | 0       | 0       | 0       | 2            | 1            | 0            | 1            | 3            | 3            | 2      | 1      | 0      | 1      | 3      | 3      | 0   |
| Totale       | -     | 19      | 5       | 2       | 12      | 23      | 39      | 21           | 5            | 5            | 11           | 23           | 36           | 40     | 10     | 7      | 23     | 46     | 75     | −29 |

### Andamento in campionato
| Giornata  | 1  | 2  | 3  | 4  | 5  | 6  | 7  | 8  | 9  | 10 | 11 | 12 | 13 | 14 | 15 | 16 | 17 | 18 | 19 | 20 | 21 | 22 | 23 | 24 | 25 | 26 | 27 | 28 | 29 | 30 | 31 | 32 | 33 | 34 | 35 | 36 | 37 | 38 |
| --------- | -- | -- | -- | -- | -- | -- | -- | -- | -- | -- | -- | -- | -- | -- | -- | -- | -- | -- | -- | -- | -- | -- | -- | -- | -- | -- | -- | -- | -- | -- | -- | -- | -- | -- | -- | -- | -- | -- |
| Luogo     | T  | C  | T  | C  | T  | C  | T  | C  | T  | C  | T  | T  | C  | T  | C  | T  | C  | T  | C  | C  | T  | C  | T  | C  | T  | C  | T  | C  | T  | C  | C  | T  | C  | T  | C  | T  | C  | T  |
| Risultato | P  | P  | P  | P  | N  | N  | P  | V  | N  | P  | V  | N  | V  | N  | P  | P  | P  | P  | V  | P  | P  | P  | P  | P  | P  | P  | N  | V  | P  | P  | P  | V  | N  | V  | P  | V  | V  | P  |
| Posizione | 19 | 20 | 20 | 20 | 20 | 20 | 20 | 18 | 19 | 19 | 18 | 17 | 15 | 15 | 17 | 17 | 18 | 18 | 17 | 18 | 18 | 19 | 19 | 20 | 20 | 20 | 20 | 19 | 19 | 19 | 19 | 19 | 19 | 17 | 17 | 16 | 16 | 17 |

Fonte:  Serie A – Classifiche, su sport.sky.it, Sky Sport. URL consultato il 7 settembre 2013 (archiviato dall'url originale l'11 settembre 2014).
Legenda:

Luogo: C = Casa; T = Trasferta. Risultato: V = Vittoria; N = Pareggio; P = Sconfitta.

### Statistiche dei giocatori
| Giocatore       | Serie A  | Serie A | Serie A     | Serie A    | Coppa Italia | Coppa Italia | Coppa Italia | Coppa Italia | Totale   | Totale | Totale      | Totale     |
| Giocatore       | Presenze | Reti    | Ammonizioni | Espulsioni | Presenze     | Reti         | Ammonizioni  | Espulsioni   | Presenze | Reti   | Ammonizioni | Espulsioni |
| --------------- | -------- | ------- | ----------- | ---------- | ------------ | ------------ | ------------ | ------------ | -------- | ------ | ----------- | ---------- |
| F. Acerbi       | 13       | 0       | 0           | 0          | -            | -            | -            | -            | 13       | 0      | 0           | 0          |
| Aladje          | -        | -       | -           | -          | -            | -            | -            | -            | -        | -      | -           | -          |
| M. Alexe        | 6        | 0       | 0           | 0          | 2            | 0            | 1            | 0            | 8        | 0      | 1           | 0          |
| L. Antei        | 22       | 0       | 7           | 1          | 1            | 0            | 0            | 0            | 23       | 0      | 7           | 1          |
| L. Ariaudo      | 12       | 0       | 5           | 0          | -            | -            | -            | -            | 12       | 0      | 5           | 0          |
| D. Berardi      | 29       | 16      | 10          | 1          | 1            | 0            | 0            | 0            | 30       | 16     | 10          | 1          |
| P. Bianco       | 16       | 0       | 4           | 0          | -            | -            | -            | -            | 16       | 0      | 4           | 0          |
| D. Biondini     | 15       | 1       | 3           | 0          | -            | -            | -            | -            | 15       | 1      | 3           | 0          |
| M. Brighi       | 8        | 0       | 0           | 0          | -            | -            | -            | -            | 8        | 0      | 0           | 0          |
| P. Cannavaro    | 16       | 0       | 4           | 1          | -            | -            | -            | -            | 16       | 0      | 4           | 1          |
| R. Chibsah      | 18       | 0       | 0           | 0          | 1            | 0            | 1            | 0            | 19       | 0      | 1           | 0          |
| D. Farias       | 11       | 0       | 1           | 0          | 2            | 1            | 1            | 0            | 13       | 1      | 2           | 0          |
| S. Floccari     | 15       | 1       | 0           | 0          | -            | -            | -            | -            | 15       | 1      | 0           | 0          |
| A. Floro Flores | 29       | 7       | 4           | 0          | 1            | 0            | 0            | 0            | 30       | 7      | 4           | 0          |
| M. Gazzola      | 25       | 0       | 7           | 1          | 1            | 0            | 0            | 0            | 26       | 0      | 7           | 1          |
| E. Gliozzi      | 1        | 0       | 0           | 0          | -            | -            | -            | -            | 1        | 0      | 0           | 0          |
| J. Kurtic       | 18       | 0       | 3           | 0          | 2            | 0            | 0            | 0            | 20       | 0      | 3           | 0          |
| K. Laribi       | 10       | 0       | 2           | 0          | 2            | 1            | 0            | 0            | 12       | 1      | 2           | 0          |
| A. Longhi       | 28       | 1       | 4           | 0          | 1            | 0            | 0            | 0            | 29       | 1      | 4           | 0          |
| F. Magnanelli   | 29       | 0       | 7           | 1          | -            | -            | -            | -            | 29       | 0      | 7           | 1          |
| T. Manfredini   | 3        | 0       | 1           | 0          | -            | -            | -            | -            | 3        | 0      | 1           | 0          |
| L. Marrone      | 15       | 0       | 3           | 0          | -            | -            | -            | -            | 15       | 0      | 3           | 0          |
| L. Marzorati    | 9        | 1       | 1           | 0          | -            | -            | -            | -            | 9        | 1      | 1           | 0          |
| G. Masucci      | 13       | 0       | 1           | 0          | 1            | 0            | 1            | 0            | 14       | 0      | 2           | 0          |
| P. F. Mendes    | 9        | 0       | 3           | 0          | -            | -            | -            | -            | 9        | 0      | 3           | 0          |
| S. Missiroli    | 27       | 1       | 4           | 0          | 2            | 0            | 0            | 0            | 29       | 1      | 4           | 0          |
| L. Pavoletti    | 2        | 0       | 0           | 0          | 1            | 1            | 1            | 0            | 3        | 1      | 1           | 0          |
| G. Pegolo       | 33       | -55     | 3           | 0          | -            | -            | -            | -            | 33       | -55    | 3           | 0          |
| C. Polito       | -        | -       | -           | -          | -            | -            | -            | -            | -        | -      | -           | -          |
| A. Pomini       | 3        | -11     | 0           | 0          | 1            | -2           | -            | -            | 4        | -13    | 0           | 0          |
| R. Pucino       | 3        | 0       | 0           | 0          | 1            | 0            | 0            | 0            | 4        | 0      | 0           | 0          |
| A. Rosati       | 2        | -6      | 1           | 0          | 1            | -1           | 0            | 0            | 3        | -7     | 1           | 0          |
| A. Rosi         | 7        | 0       | 3           | 0          | -            | -            | -            | -            | 7        | 0      | 3           | 0          |
| J. Rossini      | 6        | 0       | 1           | 0          | 2            | 0            | 1            | 0            | 8        | 0      | 2           | 0          |
| A. Sanabria     | 2        | 0       | 0           | 0          | -            | -            | -            | -            | 2        | 0      | 0           | 0          |
| N. Sansone      | 11       | 5       | 1           | 0          | -            | -            | -            | -            | 11       | 5      | 1           | 0          |
| E. Schelotto    | 11       | 1       | 1           | 0          | 1            | 0            | 0            | 0            | 12       | 1      | 1           | 0          |
| E. Terranova    | 4        | 0       | 0           | 0          | 1            | 0            | 0            | 0            | 5        | 0      | 0           | 0          |
| C. Valeri       | -        | -       | -           | -          | -            | -            | -            | -            | -        | -      | -           | -          |
| A. Zapata       | -        | -       | -           | -          | -            | -            | -            | -            | -        | -      | -           | -          |
| S. Zaza         | 33       | 9       | 10          | 1          | 2            | 0            | 0            | 0            | 35       | 9      | 10          | 1          |
| R. Ziegler      | 17       | 0       | 2           | 0          | 1            | 0            | 0            | 0            | 18       | 0      | 2           | 0          |